# Elisabeth Dmitrieff
Elisabeth Dmitrieff nacida Yelizaveta Lukinichna Kusheleva (Volok, 1 de noviembre de 1851-Moscú, 1916 o 1918) fue una activista socialista rusa y figura importante de la Comuna de París de 1871. Junto a Nathalie Lemel, fue una de las fundadoras de la Unión de Mujeres, creada el 11 de abril de 1871, en una cafetería de la rue du Temple.

## Biografía
Elisabeth Dmitrieff fue la hija de un oficial zarista, activa en su juventud en los círculos socialistas de San Petersburgo. En 1868, viajó a Suiza, y cofundó la sección rusa de la Primera Internacional. Delegada en Londres, conoció a Karl Marx, quien la envió en marzo de 1871, a los 20 años de edad, a cubrir los eventos de la Comuna.
Dmitrieff finalmente llegó a ser protagonista de esos eventos, fundando con Nathalie Lemel la Unión de Mujeres el 11 de abril de 1871. Ella se dedicó especialmente a cuestiones políticas y de organización de talleres cooperativos.
Participó en el periódico socialista La Cause du peuple. Después de haberse enfrentado a las barricadas durante la Semana Sangrienta, voló a Rusia. Allí se casó con un preso político para intentar evitar que lo condenaran a pena de muerte y decidió seguirle en su exilio a Siberia, lugar donde falleció.

## Conmemoración
El consejo municipal del tercer distrito de París decidió el 27 de marzo de 2006 darle su nombre a una pequeña plaza, entre la rue du Temple y la rue de Turbigo (cerca de la Place de la République). La plaza Elisabeth Dmitrieff fue inaugurada el 8 de marzo de 2007, con motivo del Día Internacional de la Mujer Trabajadora, al mismo tiempo que las plazas de Nathalie Lemel y Renée Vivien (en el mismo distrito).